# Krizsán Dániel
Krizsán Dániel (Szombathely, 1993. június 9. –) magyar táncművész, koreográfus. A Magyar Táncművészek Szövetségének díjazottja: Évad Legjobb Táncművésze, 2018.

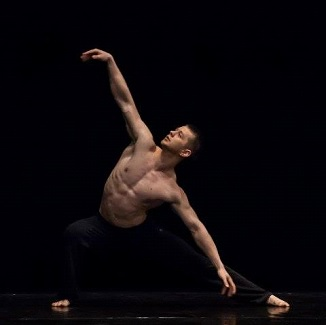
Név: Krizsán Dániel

## Élete
A szombathelyi születésű Krizsán Dániel életében a mozgás és a sport kiskora óta fontos szerepet játszik. Több sportágat űzött országos szinten ifi korosztályban. A művészethez való vonzalma, pedig nem csak a táncban, de zenében is érezhető volt. Gyermekkorában zongora órákra és szolfézs órákra is járt, melynek később nagy hasznát vette. Általános iskolai éveit a Bolyai János Gyakorló Általános Iskola és Gimnáziumban töltötte. A táncművészettel is gyermekkorában ismerkedett meg. Elsősorban a hip-hop műfaját kezdte elsajátítani, később országos és világversenyeken is részt vett nagy sikerrel. A hobbiból lassan hivatás vált az évek alatt, ezért szakmai továbbképzését Budapesten a Dózsa György Gimnázium és Táncművészeti Szakközép Iskolában folytatta. Itt rengeteg új táncstílussal ismerkedett meg és elsajátította a klasszikus balett és a modern tánctechnika alapjait. Majd koreográfusi diplomát szerzett 2016-ban a Magyar Táncművészeti Egyetemen. 
2008–2013: Dózsa György Gimnázium és Táncművészeti Szakközépiskola
Képesítés: Kortárs-modern táncművész
Tanárok: Tenki Tamás, Horváth István, Lemesánszky Mónika,  Szmrecsányi Ildikó, Ábri László, Dákai Tamás, Györke Tímea, Jalits Edit.
Tanulmányok: Limon-technika, Horton-technika, Graham-technika, Jazztánc, Modern balett, Klasszikus balett, Improvizáció, Kontakttánc, Néptánc, Társastánc, Gúla, Emeléstechnika, Akrobatika, Swing.
Már nagyon fiatalon az alkotásvágy motiválta, szeretett volna koreografálni, szerette volna gondolatait és ötleteit színpadra vinni, beiratkozott a Magyar Táncművészeti Egyetem Koreográfus szakára.
2013–2016: Magyar Táncművészeti Főiskola
Képesítés: Koreográfus Diploma
Mesterek: Bozsik Yvette, Dr. Gelenczei- Miháltz Alirán, Dr.Fodor Antal, Fekete Hedvig, Földi Béla, dr. Bolvári Takács Gábor, Horváthné Major Rita
Tanulmányok: Művészettörténet, Díszlettervezés, Színpad technika, Tánctörténet, Zenetörténet, Modern tánc technika, Klasszikus balett, Koreográfia elmélet, Zenés Színház, Jelmeztervezés, Médiaismeret, Színházi Jogismeret, Koreográfia gyakorlat, Színháztörténet, Vallástörténet
Tehetségére már tanulmányai alatt felfigyeltek mesterei és magyar táncélet neves társulatai.Szabadúszó táncművészként kezdett el dolgozni országszerte. Közreműködött többek között: Reciquel, Duda Éva Társulat, Feledi Projekt, C.i.c Társulat, Dart Társulat, Miskolci Nemzeti Színház, Zadam Társulat, Kaposvári Csiky Gergely Színház, Szegedi Kortárs Balett, PR-evolution, Bozsik Yvette Társulat, stb.
Rengeteg színpadi tapasztalatot és rutint szerzett. Eddigi pályája során több különböző formanyelvvel ismerkedett meg, melyek segítették kitágítani kifejező eszköztárát nem csak táncművészként, de alkotóként is. A tanítás is szerepet játszik életében. A Kaposvári Szent István Egyetem Rippl-Rónai Művészeti Karán több évet tanított mozgás órát, mint meghívott tanár. Majd később Budapesten a Magyar Színművészeti Egyetemen is igyekezte átadni tudását tanítványainak.
Életében talán két társulat tett nagy benyomást munkásságára. Az egyik a PR-evolution Társulat, melynek vezetője Nemes Zsófia. Majdnem öt éven keresztül dolgoztak együtt, projekt szerűen. Rengeteg egész estés kortárstánc előadásban láthattuk a fiatal táncművészt és sokszor lehetőséget kapott egy-egy etűd megkoreografálására. A másik nívós társulat, mely nagy hatással volt rá a Bozsik Yvette Társulat. Éveken keresztül szabadúszó táncművészkén dolgozott a társulattal és csak később 2019-ben szerződött le, mint tag.
Azóta jelenleg is a társulathoz tartozik és táncművész feladatain felül, koreográfusi és koreográfus asszisztensi feladatokat is ellát. 
A Magyar Táncművészek Szövetsége 2018-ban neki ítélte az 'Évad Legjobb Férfi Táncművésze' díjat.
Alkotás vágya nem hagyja nyugodni, így saját projekt társulattal is dolgozik, ahol szabadjára engedheti gondolatait. így született meg első kortárstánc darabja Diplopia címmel. Dani szemlélete, hogy olyan darabokat hozzon létre, melynek mondanivalóját közönsége könnyen megérti. Nagy hangsúlyt fektet a zenére és a fénytechnikára. A drámai szituációkat próbálja humorral ötvözni. A Diplopia erre egy remek példa, ugyan azt a szituációt mutatja be kétféle szemszögből. A darab különlegessége, hogy az alkotó nem csak a dramaturgiát és a koreográfiát készítette, de a zenét is ő maga komponálta idősebb testvére Krizsán Dávid segítségével.
A másik nagy mérföldkő életében a Budapesti Operettszínházzal való sokéves közös munka. Eleinte Bozsik Yvette koreográfus munkatársaként ismerte meg a színházat, ahol rengeteg előadásban alkotott Yvette mellett. Hamar felfigyeltek tehetségére és azóta Danit mint megbízott koreográfust kérnek fel számtalan grandiózus darab megalkotására. Legmeghatározóbb munkája a Carmen, melyet először mutattak be Magyarországon, mint musical.

## Táncművész munkássága
| Évad      | Darab címe                           | Társulat /Színház          | Koreográfus/Rendező                                           |
| --------- | ------------------------------------ | -------------------------- | ------------------------------------------------------------- |
| 2024/2025 | Jancsi és Juliska                    | Bozsik Yvette Társulat     | Bozsik Vette – Bujdosó Anna, Gombai Szabolcs                  |
| 2023/2024 | Körforgás                            | Bozsik Yvette Társulat     | Bozsik Yvette és a társulat                                   |
|           | Veszedelmes Viszonyok                | MüPa                       | Bozsik Yvette                                                 |
| 2022/2023 | Az Orfeum Mágusa                     | Budapesti Operettszínház   | Bozsik Yvette – Krizsán Dániel, Gombai Szabolcs               |
|           | Tayos                                | Bozsik Yvette Társulat     |                                                               |
| 2021/2022 | Hegedűs a Háztetőn                   | Budapesti Operettszínház   | Bozsik Yvette – Krizsán Dániel, Gombai Szabolcs               |
|           | Rozsda lovag és Fránya Frida         | Budapesti Operettszínház   | Bozsik Yvette – Krizsán Dániel                                |
|           | Varázscirkusz                        | Bozsik Yvette Társulat     | Bozsik Yvette                                                 |
| 2020/2021 | Marica Grófnő                        | Budapesti Operettszínház   | Bozsik Yvette – Krizsán Dániel, ifj. Zsuráfszky Zoltán        |
|           | Bohóc Kerestetik                     | Bozsik Yvette Társulat     | Bozsik Yvette                                                 |
|           | Deprivus                             | Bozsik Yvette Társulat     | Krizsán Dániel                                                |
| 2019/2020 | Nyaralás                             | Bozsik Yvette Társulat     | Bozsik Yvette                                                 |
|           | Magyar Népmesék                      | Bozsik Yvette Társulat     | Boszik Yvette,Gombai Szabolcs, Zabriczky Ádám, Krizsán Dániel |
|           | Magritte                             | PR-evolution               | Nemes Zsófia                                                  |
|           | Jánosvitéz                           | Budapesti Operettszínház   | Bozsik Yvette                                                 |
| 2018/2019 | Seherezádé                           | Bozsik Yvette Társulat     | Bozsik Yvette                                                 |
|           | HADŐ                                 | Bozsik Yvette Társulat     | Endo Tadashi                                                  |
|           | Bogarak                              | Bozsik Yvette Társulat     | Bozsik Yvette                                                 |
|           | Da Vinci Mosolya                     | PR-evolution               | Nemes Zsófia                                                  |
|           | Immortal                             | Projekt Társulat           | Halász Gábor                                                  |
|           | Alpha                                | Dart Társulat              | Varga Kinga                                                   |
|           | Fekete Kutya                         | C.i.c. Társulat            | Gulyás Anna                                                   |
|           | A Koncert, avagy semmi sem tökéletes | Csiky Gergely Színház      | Olt Tamás / Gulyás Anna                                       |
|           | Chicago                              | Csiky Gergely Színház      | Bozsik Yvette                                                 |
|           | Cirkuszhercegnő                      | Miskolci Nemzeti Színház   | Szabó Máté / Katona Gábor                                     |
| 2017/2018 | Kodály-Ligeti est                    | Bozsik Yvette Társulat     | Bozsik Yvette                                                 |
|           | Human World                          | PR-evolution               | Nemes Zsófia                                                  |
|           | Egy Boszorkány meséje                | PR-evolution               | Nemes Zsófia                                                  |
|           | 2ME                                  | PR-evolution               | Nemes Zsófia                                                  |
|           | Carmina Burana                       | Szegedi Kortárs Balett     | Juronics Tamás                                                |
|           | Cabaret                              | Csiky Gergely Szinház      | Bozsik Yvette                                                 |
|           | Makrancos                            | C.i.c. Társulat            | Gulyás Anna                                                   |
|           | Fina Záró Show                       | BOK csarnok                | Vági Bence/ Zsiros Gábor                                      |
| 2016/2017 | Pinokkió                             | Bozsik Yvette Társulat     | Bozsik Yvette                                                 |
|           | Az Úr Komédiásai                     | Nemzeti Színház            | Bozsik Yvette                                                 |
|           | Punchinella                          | Bozsik Yvette Társulat     | Bozsik Yvette                                                 |
|           | Kőműves Kelemen                      | Csiky Gergely Színház      | Bozsik Yvette                                                 |
|           | Tenor                                | Magyar Állami Operaház     | Kulcsár Noémi                                                 |
|           | Denevér                              | Magyar Állami Operaház     |                                                               |
|           | Zuhanás                              | Zadam Társulat             | Zabriczky Ádám                                                |
|           | Kaleidoszkóp                         | PR-evolution               | Nemes Zsófia                                                  |
|           | Blue man                             | PR-evolution               | Nemes Zsófia                                                  |
|           | Lúdanyó Meséi                        | PR-evolution               | Nemes Zsófia                                                  |
| 2015/2016 | Csizmás Kandúr                       | Bozsik Yvette Társulat     | Bozsik Yvette                                                 |
|           | Oidipusz                             | Bozsik Yvette Társulat     | Bozsik Yvette                                                 |
|           | Édenföldön                           | Nemzeti Színház            | Bozsik Yvette                                                 |
|           | Vihar                                | PR-evolution               | Nemes Zsófia                                                  |
|           | Jézus Krisztus Szupersztár           | Csiky Gergely Színház      | Bozsik Yvette                                                 |
|           | Koncert- Dohnányi Zenekar            |                            | Feledi János                                                  |
|           | Carmen                               | Duda Éva Társulat          | Duda Éva                                                      |
| 2014/2015 | Antigóné                             | Bozsik Yvette Társulat     | Bozsik Yvette                                                 |
|           | Csillagokkal Táncoló Kojot           | Bozsik Yvette Társulat     | Bozsik Yvette                                                 |
|           | Péter és a Farkas                    | Bozsik Yvette Társulat     | Bozsik Yvette                                                 |
|           | Bál a Savoyban                       | Csiky Gergely Színház      | Bozsik Yvette                                                 |
|           | Héja Nász                            | PR-evolution               | Nemes Zsófia                                                  |
|           | Örök Kikelet                         | PR-evolution               | Nemes Zsófia                                                  |
|           | Háry János                           | Szegedi Szabadtéri Játékok | Juronics Tamás                                                |
| 2013/2014 | Johanna a máglyán                    | Bozsik Yvette Társulat     | Bozsik Yvette                                                 |
|           | Orfeusz és Euridiké                  | Bozsik Yvette Társualt     | Bozsik Yvette                                                 |
|           | Tabula Rasa                          | PR-evolution               | Nemes Zsófia                                                  |

## Koreográfusi munkássága
| Évad      | Darab Címe                  | Társulat / Színház       | Rendező        | Koreográfus                                                                   |
| --------- | --------------------------- | ------------------------ | -------------- | ----------------------------------------------------------------------------- |
| 2024/2025 | Cirkuszhercegnő             | Budapesti Operettszínház | Homonnay Zsolt | Krizsán Dániel                                                                |
| 2023/2024 | Carmen                      | Budapesti Operettszínház | Homonnay Zsolt | Krizsán Dániel                                                                |
| 2022/2023 | Az Orfeum Mágusa            | Budapesti Operettszínház | Bozsik Yvette  | Bozsik Yvette – Krizsán Dániel, Gombai Szabolcs koreográfus munkatársak       |
|           | Mária Főhadnagy             | Budapesti Operettszínház | Homonnay Zsolt | Krizsán Dániel                                                                |
| 2021/2022 | Deprivus                    | Bozsik Yvette Társulat   | Krizsán Dániel | Krizsán Dániel                                                                |
|           | Hegedűs a Háztetőn          | Budapesti Operettszínház | Bozsik Yvette  | Bozsik Yvette – Krizsán Dániel, Gombai Szabolcs koreográfus munkatársak       |
|           | Rozsdalovag és Fránya Frida | Budapesti Operettszínház | Bozsik Yvette  | Bozsik Yvette – Krizsán Dániel koreográfus munkatárs                          |
| 2020/2021 | Marica Grófnő               | Budapesti Operettszínház | Bozsik Yvette  | Bozsik Yvette – Krizsán Dániel, ifj Zsuráfszky Zoltán koreográfus munkatársak |
|           | Diplopia                    | Mu Színház               | Krizsán Dániel | Krizsán Dániel                                                                |
| 2019/2020 | Csipkerózsika               | Pécsi Balett             | Bozsik Yvette  | Bozsik Yvette – Krizsán Dániel koreográfus asszisztens                        |
|           | Az aranyszőrű Bárány        | Bozsik Yvette Társulat   | Bozsik Yvette  | Krizsán Dániel                                                                |
|           | Jánosvitéz                  | Budapesti Operettszínház | Bozsik Yvette  | Bozsik Yvette – Krizsán Dániel koreográfus asszisztens                        |
| 2018/2019 | Pokoli Puncs Pancs          | Pécsi Nemzeti Színház    | Kéry Kitti     | Krizsán Dániel                                                                |
| 2017/2018 | Egerek                      | Csiky Gergely Színház    | Tóth Géza      | Kun Attila, Krizsán Dániel                                                    |
|           | Chioggiai csetepaté         | Csiky Gergely Színház    | Kéri Kitti     | Krizsán Dániel                                                                |